# Вихрь (ракетный комплекс)
РПК-1 «Вихрь» (Индекс ГРАУ 82Р, по классификации МО США и НАТО SUW-N-1) — советский противолодочный ракетный комплекс корабельного базирования. Принят на вооружение Постановлением правительства № 440—168 от 12 июня 1968 года.
Ракета комплекса оснащалась инерциальной системой наведения, систем самонаведения на цель или внешнего телеуправления не предусматривалось. Поражение цели обеспечивалось ядерной боевой частью мощностью 10 килотонн с радиусом поражения до 1,5 км.

## Описание
Головной разработчик НИИ-1 (ныне Московский Институт Теплотехники) под руководством главного конструктора Н. П. Мазурова. Пусковые установки разрабатывались в СКБ-203 МАП (ныне КБ «Старт») под руководством А. И. Яскина.
Головной корабль проекта 159 СКР-1 был середине 1960-х переоборудован в опытное судно для испытаний первого комплекса. Для этого с корабля было демонтировано всё вооружение, размещённое в носовой части, а вместо него установили двухбалочную наводящуюся пусковую установку МС-18 и систему заряжания на восемь ракет.
Комплекс был установлен на авианесущих кораблях проектов 1123 и некоторых проекта 1143.
Комплекс был принят на вооружение ВМФ СССР 12 июня 1968 года. Эксплуатация комплекса продолжалась до конца службы пяти кораблей, на которых он был установлен. Последние из кораблей проектов 1123 и 1143 были списаны в середине девяностых годов.

## Пусковые установки
- МС-18 — двухбалочная стабилизированная наводящаяся ПУ тумбового типа с нижней подвеской двух ракет, устройством хранения, подачи и заряжания. Боезапас хранился в подпалубном погребе и размещался в 2 вращающихся барабанах под ПУ. Барабан вмещал 8 ракет расположенных вертикально и имел один подающий люк. Для пуска следующей ракеты барабан поворачивался, чтобы очередная ракета заняла позицию под подающим люком. Погреб оборудован системами контроля микроклимата, пожаротушения, контроля уровня излучений. Использовалась на опытовом судне ОС-332 и противолодочных крейсерах проекта 1123 «Москва» и «Ленинград».
- МС-32 — двухбалочная стабилизированная наводящаяся ПУ тумбового типа с нижней подвеской двух ракет, устройством хранения, подачи и заряжания. Боезапас хранился в 2 барабанах под ПУ. Барабан вмещал 16 ракет расположенных вертикально и имел один подающий люк. Для пуска следующей ракеты барабан поворачивался, чтобы очередная ракета заняла позицию под подающим люком. Погреб оборудован системами контроля микроклимата, пожаротушения, контроля уровня излучений. Использовалась на авианесущих крейсерах проекта 1143 «Киев», «Минск» и «Новороссийск».

## Противолодочная ракета
82Р— неуправляемая, с двухкамерным твердотопливным двигателем и нормальной аэродинамической конфигурацией.
При старте ракеты с короткой направляющей включался твердотопливный двигатель ракеты с осевым соплом. После схода ракеты с направляющей ПУ происходил запуск двигателя проворота, с помощью которого осуществлялась стабилизация ракеты, путём её вращения за счет косо поставленных сопел двигателя проворота и аэродинамических стабилизаторов.
Подрыв ядерной боевой части осуществлялся на глубине от 0 до 200 метров, с радиусом поражения от 1,2-1,5 км соответственно.
Скорость хода корабля при пусках ракет могла быть до 32 узлов.

## Система управления
Корабельная система управления и наведения «Спрут» (система управления стрельбой ПУСТБ-1123) разрабатывалась ЦКБ-209 и включала:
- Центральный прибор управления стрельбой (ЦПУС), который обеспечивал наведение ПУ по азимуту и углу места, управление предстартовой подготовкой и одиночный или залповый пуск с ПУ.
- Приставку «Тифон» вычислительную машину (ВМ) обеспечивающую обработку информации целеуказания, выработку данных, классификацию целей с выбором типовой схемы использования противолодочного оружия корабля и определение главной цели, распределение целей между противолодочным оружием.
- Гировертикаль, которая автоматически выдавала данные учета углов бортовой и килевой качки в систему управления ПУ.
- Главным средством целеуказания служили корабельные гидроакустические средства освещения надводной и подводной обстановки.
- Станция измерительных приборов, которая обеспечивала контроль параметров сети и распределения электропитания по приборам КСУ.
- Выключатели и соединительные ящики для обеспечения питания и разъединения приборов системы управления.

Корабельная система управления и наведения «Спрут» имела силовой электрический привод дистанционного автоматического поворота ПУ в вертикальной и горизонтальной плоскостях, работала от системы обмена информацией МВУ-200 «Море-У» или гидроакустических средств по типовым схемам в зависимости от обстоятельств ведения боя.
По подводным целям принятые данные целеуказания поступали в вычислительную машину (ВМ) приставки «Тифон», которая определяла оптимальный алгоритм поражения цели противолодочным оружием корабля в зависимости от дальности до неё. Ракета или ракеты при залповой стрельбе подавались из барабана на направляющие ПУ. ПУ разворачивалась по азимуту и углу места в направлении на цель. После старта ракеты или ракет при залповой стрельбе они выводились на траекторию полёта в направлении цели. Полет ракеты или ракет проходил неуправляемым методом. При подходе к цели в точке ожидаемых координат ракета или ракеты совершали сброс боевой части (бомбы). Атака цели происходила с высотной траектории полёта ракеты. Сброшенная носителем бомба имела предустановленную перед стартом глубину подрыва СБЧ до 200 метров. За счет огромной фугасной энергии ядерного взрыва она могла уничтожить любые цели в радиусе 1,5 км от точки подрыва, на глубине до 500 метров и на дальности до 24 км от места старта.
По надводным кораблям принятые данные поступали в вычислительную машину (ВМ) приставки «Тифон», которая определяла оптимальный алгоритм поражения цели с учётом расчётного упреждения. Ракета или ракеты при залповой стрельбе подавались из барабана на направляющие ПУ. ПУ разворачивалась по азимуту и углу места в направлении на цель. После старта ракеты или ракет при залповой стрельбе они выводились на траекторию полёта в направлении цели. Полет ракеты или ракет проходил неуправляемым методом. При подходе к цели в точке ожидаемых координат ракета или ракеты совершали сброс боевой части (бомбы). Атака цели происходила с высотной траектории полёта ракеты. Сброшенная носителем бомба имела предустановленную перед стартом глубину подрыва СБЧ 0 метров. За счет огромной фугасной энергии ядерного взрыва она могла уничтожить надводную цель или ордер кораблей в радиусе 1,2 км от точки подрыва и на дальности от 10 до 24 км от места старта.

## Вихрь-М
В начале 1970-х гг. НИИ-1 разрабатывался модифицированный вариант «Вихрь-М», который в итоге не был реализован (проект закрыт в 1973 г.).